# Campeonato Africano de Atletismo de 2014 - 400 m com barreiras masculino
A prova dos 400 metros com barreiras masculino do Campeonato Africano de Atletismo de 2014 foi disputada no entre os dias 11 e 12 de agosto de 2014 no Estádio de Marrakech  em Marrakech, no Marrocos. Participaram da prova 21 atletas. 

## Recordes
Antes desta competição, os recordes mundiais e do campeonato nesta prova eram os seguintes:
|                       | Nome          | Nacionalidade  | Tempo  | Local     | Data                |
| --------------------- | ------------- | -------------- | ------ | --------- | ------------------- |
| Recorde mundial       | Kevin Young   | Estados Unidos | 46s 78 | Barcelona | 6 de agosto de 1992 |
| Recorde do campeonato | Amadou Dia Ba | Senegal        | 48s 29 | Cairo     | 1985                |
| Recorde africano      | Samuel Matete | Zâmbia         | 47s 10 | Zurique   | 7 de agosto de 1991 |

## Medalhistas
| Ouro                    | Prata                 | Bronze              |
| Cornel Fredericks (RSA) | Cristian Morton (NGR) | Nicholas Bett (KEN) |

## Cronograma
Todos os horários são locais (UTC+1).
| Data         | Hora  | Evento  |
| ------------ | ----- | ------- |
| 11 de agosto | 20:45 | Bateria |
| 12 de agosto | 19:00 | Final   |

## Resultados

### Bateria
Qualificação: 2 atletas de cada bateria (Q) mais os 2 melhores qualificados (q).
| Posição | Bateria | Atleta              | Nacionalidade      | Tempo | Notas   |
| ------- | ------- | ------------------- | ------------------ | ----- | ------- |
| 1       | 2       | Nicholas Bett       | Quênia             | 49.33 | Q       |
| 2       | 2       | Cristian Morton     | Nigéria            | 49.84 | Q       |
| 3       | 3       | Cornel Fredericks   | África do Sul      | 50.15 | Q       |
| 4       | 2       | L. J. van Zyl       | África do Sul      | 50.31 | q       |
| 5       | 1       | Miles Ukaoma        | Nigéria            | 50.32 | Q       |
| 6       | 1       | Mohamed Sghaier     | Tunísia            | 50.62 | Q       |
| 7       | 1       | Saber Boukemouche   | Argélia            | 50.64 | q       |
| 8       | 3       | Johannes Maritz     | Namíbia            | 50.95 | Q       |
| 9       | 3       | Amadou Ndiaye       | Senegal            | 50.96 |         |
| 10      | 2       | Abdelmalik Lahoulou | Argélia            | 51.67 |         |
| 11      | 3       | Zied Azizi          | Tunísia            | 51.76 |         |
| 12      | 2       | Abdelhadi Messaoudi | Marrocos           | 52.16 |         |
| 13      | 1       | Antonio Vieillesse  | Ilhas Maurícias    | 52.35 |         |
| 14      | 1       | Soufiane Messaoudi  | Marrocos           | 52.60 |         |
| 15      | 2       | Mezm Hailemariam    | Etiópia            | 53.26 |         |
| 16      | 2       | Ned Azemia          | Seicheles          | 55.72 |         |
| 17      | 3       | Aymar Oboba Fleury  | República do Congo | 57.23 |         |
| 18      | 1       | Maoulida Darouèche  | Comores            | DSQ   | R168.7a |
| 18      | 3       | Bienvenu Sawadogo   | Burquina Fasso     | DSQ   | R168.7a |
| 19      | 1       | Boniface Mucheru    | Quênia             | DNS   |         |
| 19      | 3       | Kurt Couto          | Moçambique         | DNS   |         |

### Final
| Posição           | Raia | Atleta            | Nacionalidade | Tempo | Notas   |
| ----------------- | ---- | ----------------- | ------------- | ----- | ------- |
| Medalha de ouro   | 5    | Cornel Fredericks | África do Sul | 48.78 |         |
| Medalha de prata  | 4    | Cristian Morton   | Nigéria       | 48.92 |         |
| Medalha de bronze | 6    | Nicholas Bett     | Quênia        | 49.03 |         |
| 4                 | 2    | L. J. van Zyl     | África do Sul | 49.79 |         |
| 5                 | 7    | Johannes Maritz   | Namíbia       | 50.38 |         |
| 6                 | 3    | Miles Ukaoma      | Nigéria       | 50.40 |         |
| 7                 | 1    | Saber Boukemouche | Argélia       | 50.67 |         |
| 8                 | 8    | Mohamed Sghaier   | Tunísia       | DSQ   | R168.7a |

Legenda
| Recorde mundial       | Recorde mundial (World record)               |                       | Recorde africano                      | Recorde africano (African) |                                           | Q | Classificado por posição (Qualified) |
| Recorde do campeonato | Recorde do campeonato (Championship record)  | Recorde da América    | Recorde da América (Americas)         | q                          | Classificado por melhor tempo (Qualified) |   |                                      |
| Melhor marca do ano   | Melhor marca do ano (World leading)          | Recorde asiático      | Recorde asiático (Asian)              | DNS                        | Não largou (Did not start)                |   |                                      |
| Recorde nacional      | Recorde nacional (National record)           | Recorde europeu       | Recorde europeu (European)            | DNF                        | Não terminou (Did not finish)             |   |                                      |
| Recorde pessoal       | Recorde pessoal do atleta (Personal best)    | Recorde da Oceania    | Recorde da Oceania (Oceania)          | DSQ / DQ                   | Desclassificado (Disqualified)            |   |                                      |
| Recorde da temporada  | Recorde da temporada do atleta (Season best) | Recorde sul-americano | Recorde sul-americano (South America) | NM                         | Sem marca (No mark)                       |   |                                      |